# Scoparia glauculalis
Scoparia glauculalis là một loài bướm đêm trong họ Crambidae.